# Jochen Losch
Jochen Losch (* 29. Januar 1981) ist ein ehemaliger deutscher Basketballspieler.

## Laufbahn
Losch spielte bei der SV 03 Tübingen, ihm gelang der Sprung ins Herrenmannschaft des Vereins, mit der er in der Saison 2000/01 von der 2. Basketball-Bundesliga in die Basketball-Bundesliga aufstieg. Im Spieljahr 2001/02 bestritt er dann 30 Bundesliga-Partien für Tübingen, in denen er im Mittel 2,8 Punkte erzielte und 1,8 Reboundbälle einsammelte.
Von 2002 bis 2004 stand der 2,04 Meter große Innenspieler in Diensten des Zweitligisten TuS Jena, 2004 wechselte er innerhalb der Liga zum FC Bayern München. 2007 zog es Losch von München zur TG Renesas Landshut, mit der er 2008 von der Regionalliga in die 2. Bundesliga ProB aufstieg und im Spieljahr 2008/09 in der dritthöchsten deutschen Liga ebenfalls für die TG auflief.
Später spielte er für den TSV Wolnzach in der Bayernliga.